# Stary Pilczyn
Stary Pilczyn – wieś sołecka w Polsce położona w województwie mazowieckim, w powiecie garwolińskim, w gminie Łaskarzew.
W latach 1975–1998 miejscowość administracyjnie należała do województwa siedleckiego.